# Colaphus tenuipes
Colaphus tenuipes é uma espécie de artrópode pertencente à família Chrysomelidae.